# Saccharum asperum
Saccharum asperum là một loài thực vật có hoa trong họ Hòa thảo. Loài này được (Nees) Steud. miêu tả khoa học đầu tiên năm 1854.